# Dashing in December
Dashing in December é um filme romântico americano dirigido por Jake Helgren, sendo um drama natalino com tema LGBTQ+ transmitido pela Paramount Network. O filme é estrelado por Peter Porte e Juan Pablo Di Pace nos papéis principais, além de Andie MacDowell, Caroline Harris, Carlos Sanz e Katherine Bailess.

## Sinopse
Wyatt Burwall (Peter Porte) é um profissional de negócios bem sucedido, que deixou o rancho de sua mãe Deb (Andie MacDowell) no Colorado após a morte de seu pai e com uma carreira brilhante numa empresa de capital de risco em Nova York. Após 5 anos, ele retorna para rancho da família no Natal, em um esforço para convencer sua mãe a vendê-lo. Sua mãe e sua melhor amiga (e ex-namorada) Blake (Caroline Harris), por sua vez, o apresentam a Heath (Juan Pablo Di Pace), um rapaz que ajuda Deb a cuidar do rancho e sonha em salvar a amada propriedade e a mágica atração do rancho, o passeio de charrete puxada pelo casal de cavalos Dasher (de Wyatt) e Snowbelle (de Heath) pelas paisagens de inverno no Natal, e é tratado como parte da família. Embora sendo de mundos muito diferentes e de não suportarem um ao outro no início, ao compartilharem suas histórias de vida entre si (os dois são gays assumidos e tiveram seus próprios problemas no passado), um sentimento inevitável surge entre eles. Heath aos poucos desperta o espírito do Natal no coração solitário de Wyatt.  

## Elenco
- Peter Porte como Wyatt Burwall
- Juan Pablo Di Pace como Heath Ramos
- Andie MacDowell como Deb Burwall
- Caroline Harris como Blake Berry
- Carlos Sanz como Carlos Casas
- Katherine Bailess como Willa

## Produção
Apesar de estar ambientado no estado do Colorado, o filme foi filmado em diferentes locais de Utah, como Salt Lake City, Midway e Heber City. A maior parte das filmagens ocorreram em setembro de 2020, sendo lançado em 13 de dezembro de 2020 pela Paramount Network com transmissões simultâneas na Pop TV, Logo TV e TV Land.